# Zwartstaartkomeetkolibrie
De zwartstaartkomeetkolibrie (Lesbia victoriae) is een vogel uit de familie Trochilidae (kolibries).

## Verspreiding en leefgebied
Deze soort komt voor van noordoostelijk Colombia tot zuidoostelijk Peru en telt drie ondersoorten:
- L. v. victoriae: het noordelijke deel van Centraal-en zuidelijk Colombia, Ecuador.
- L. v. juliae: zuidelijk Ecuador en noordelijk en centraal Peru.
- L. v. berlepschi: zuidoostelijk Peru.